# 郡山盆地
郡山盆地（こおりやまぼんち）とは福島県郡山市とその周辺地域にある盆地である。

## 概要
安積原野ともいわれ、安積疏水が開通する以前は水が無いことから満足な作物の栽培は出来ず、広大な原野は牛馬の餌となる牧草を取る入会地しか用途がなかった不毛の地であった。明治維新による士族救済の国家プロジェクトにより開削した猪苗代湖を水源とする安積疏水、及びその後の疏水改良増設により約9,000haに及ぶ土地が灌漑され、現在市としては日本有数の米の生産地になっている。